# Joralemon Street Tunnel
De Joralemon Street Tunnel is een metrotunnel van de metro van New York. De tunnel ligt onder de East River tussen Bowling Green (Manhattan) en Joralemon Street (Brooklyn).
De tunnel is onderdeel van de Lexington Avenue Line. De metrolijnen 4 en 5 maken gebruik van de tunnel.
Het was de eerste tunnel tussen Manhattan en Brooklyn.